# Synchroa quiescens
Synchroa quiescens is een keversoort uit de familie Synchroidae. De wetenschappelijke naam van de soort is voor het eerst geldig gepubliceerd in 1911 door Wickham.